# Celopeci, Sofia
Celopeci (în bulgară Челопеч) este un sat în comuna Celopeci, regiunea Sofia,  Bulgaria. 

## Demografie
Componența etnică a satului Celopeci
     Bulgari (83,09%)
     Romi (3,25%)
     Nicio identificare (13,23%)
     Altele (0,4%)
La recensământul din 2011, populația satului Celopeci era de 1.473 locuitori. Din punct de vedere etnic, majoritatea locuitorilor (83,09%) erau bulgari, cu o minoritate de romi (3,25%). Pentru 13,23% din locuitori nu este cunoscută apartenența etnică.